# Vouvray (Indre i Loira)
Vouvray és un municipi francès, situat al departament de l'Indre i Loira i a la regió de Centre – Vall del Loira. L'any 2007 tenia 3.079 habitants.

## Demografia

### Població
El 2007 la població de fet de Vouvray era de 3.079 persones. Hi havia 1.219 famílies, de les quals 339 eren unipersonals (143 homes vivint sols i 196 dones vivint soles), 364 parelles sense fills, 416 parelles amb fills i 100 famílies monoparentals amb fills.
La població ha evolucionat segons el següent gràfic:
Habitants censats

### Habitatges
El 2007 hi havia 1.445 habitatges, 1.248 eren l'habitatge principal de la família, 67 eren segones residències i 130 estaven desocupats. 1.214 eren cases i 218 eren apartaments. Dels 1.248 habitatges principals, 863 estaven ocupats pels seus propietaris, 341 estaven llogats i ocupats pels llogaters i 44 estaven cedits a títol gratuït; 17 tenien una cambra, 107 en tenien dues, 263 en tenien tres, 302 en tenien quatre i 558 en tenien cinc o més. 793 habitatges disposaven pel capbaix d'una plaça de pàrquing. A 529 habitatges hi havia un automòbil i a 576 n'hi havia dos o més.

### Piràmide de població
La piràmide de població per edats i sexe el 2009 era:
| Homes | Edats   | Dones |
| ----- | ------- | ----- |
| 4     | 95 o +  | 4     |
| 16    | 90 a 94 | 8     |
| 12    | 85 a 89 | 24    |
| 28    | 80 a 84 | 32    |
| 64    | 75 a 79 | 80    |
| 60    | 70 a 74 | 72    |
| 64    | 65 a 69 | 92    |
| 68    | 60 a 64 | 56    |
| 56    | 55 a 59 | 68    |
| 116   | 50 a 54 | 84    |
| 104   | 45 a 49 | 124   |
| 140   | 40 a 44 | 152   |
| 116   | 35 a 39 | 108   |
| 112   | 30 a 34 | 104   |
| 72    | 25 a 29 | 92    |
| 92    | 20 a 24 | 52    |
| 108   | 15 a 19 | 120   |
| 136   | 10 a 14 | 80    |
| 116   | 5 a 9   | 104   |
| 48    | 0 a 4   | 80    |

## Economia
El 2007 la població en edat de treballar era de 2.004 persones, 1.454 eren actives i 550 eren inactives. De les 1.454 persones actives 1.348 estaven ocupades (720 homes i 628 dones) i 107 estaven aturades (45 homes i 62 dones). De les 550 persones inactives 149 estaven jubilades, 222 estaven estudiant i 179 estaven classificades com a «altres inactius».

### Ingressos
El 2009 a Vouvray hi havia 1.289 unitats fiscals que integraven 3.181,5 persones, la mediana anual d'ingressos fiscals per persona era de 20.643 €.

### Activitats econòmiques
Dels 192 establiments que hi havia el 2007, 4 eren d'empreses extractives, 11 d'empreses alimentàries, 10 d'empreses de fabricació d'altres productes industrials, 13 d'empreses de construcció, 36 d'empreses de comerç i reparació d'automòbils, 7 d'empreses de transport, 16 d'empreses d'hostatgeria i restauració, 2 d'empreses d'informació i comunicació, 10 d'empreses financeres, 12 d'empreses immobiliàries, 27 d'empreses de serveis, 31 d'entitats de l'administració pública i 13 d'empreses classificades com a «altres activitats de serveis».
Dels 35 establiments de servei als particulars que hi havia el 2009, 1 era una oficina d'administració d'Hisenda pública, 1 gendarmeria, 1 oficina de correu, 2 oficines bancàries, 4 tallers de reparació d'automòbils i de material agrícola, 1 autoescola, 1 paleta, 3 guixaires pintors, 1 fusteria, 3 lampisteries, 2 electricistes, 5 perruqueries, 1 veterinari, 5 restaurants, 3 agències immobiliàries i 1 saló de bellesa.
Dels 9 establiments comercials que hi havia el 2009, 1 era un hipermercat, 2 fleques, 3 carnisseries, 1 una peixateria i 2 floristeries.
L'any 2000 a Vouvray hi havia 72 explotacions agrícoles que ocupaven un total de 1.508 hectàrees.

## Equipaments sanitaris i escolars
L'únic equipament sanitari que hi havia el 2009 era una farmàcia.
El 2009 hi havia 1 escola maternal i 2 escoles elementals. Vouvray disposava de 2 col·legis d'educació secundària amb 869 alumnes.

## Poblacions més properes
El següent diagrama mostra les poblacions més properes.